# Vị thần có sừng

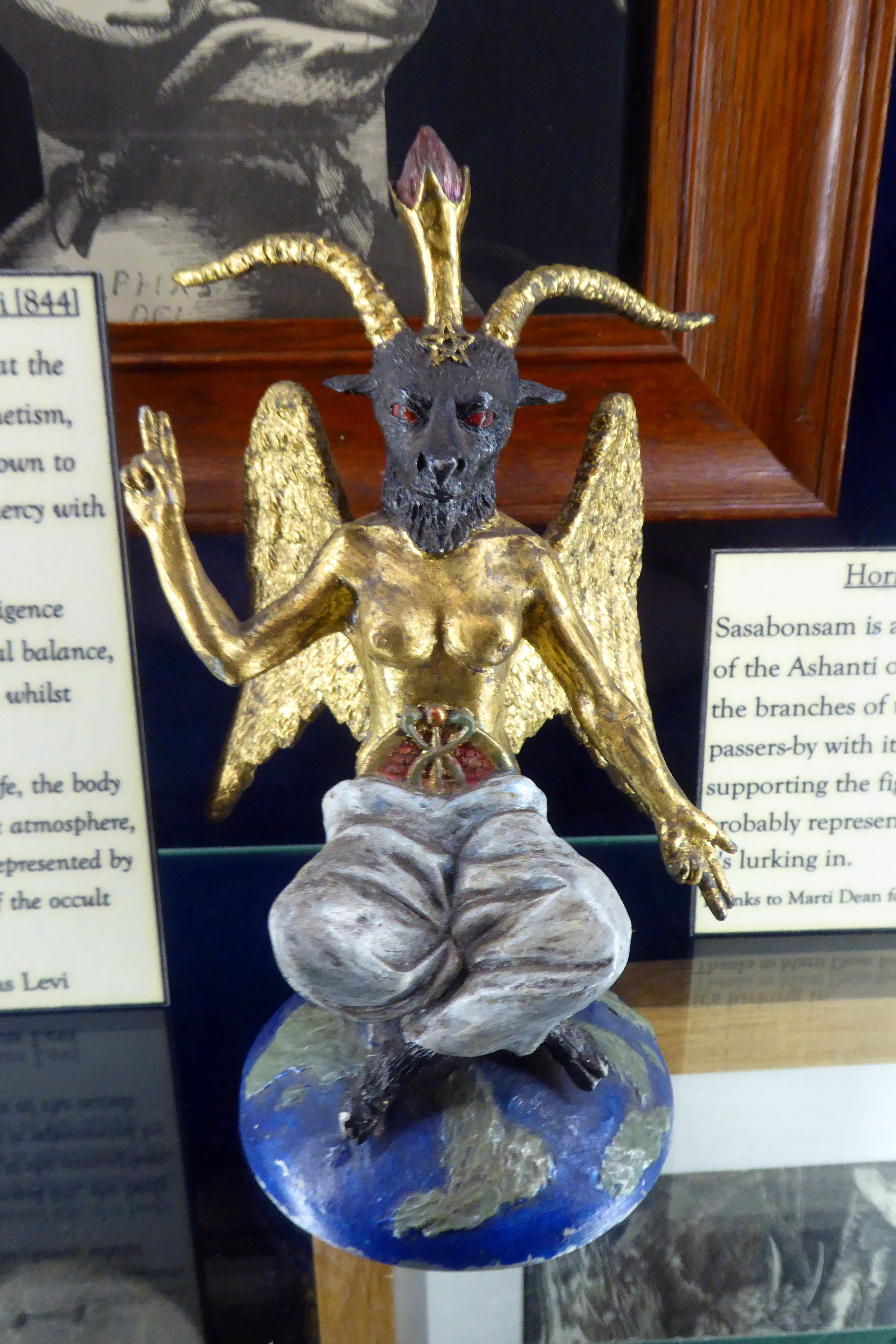
Tượng Baphomet

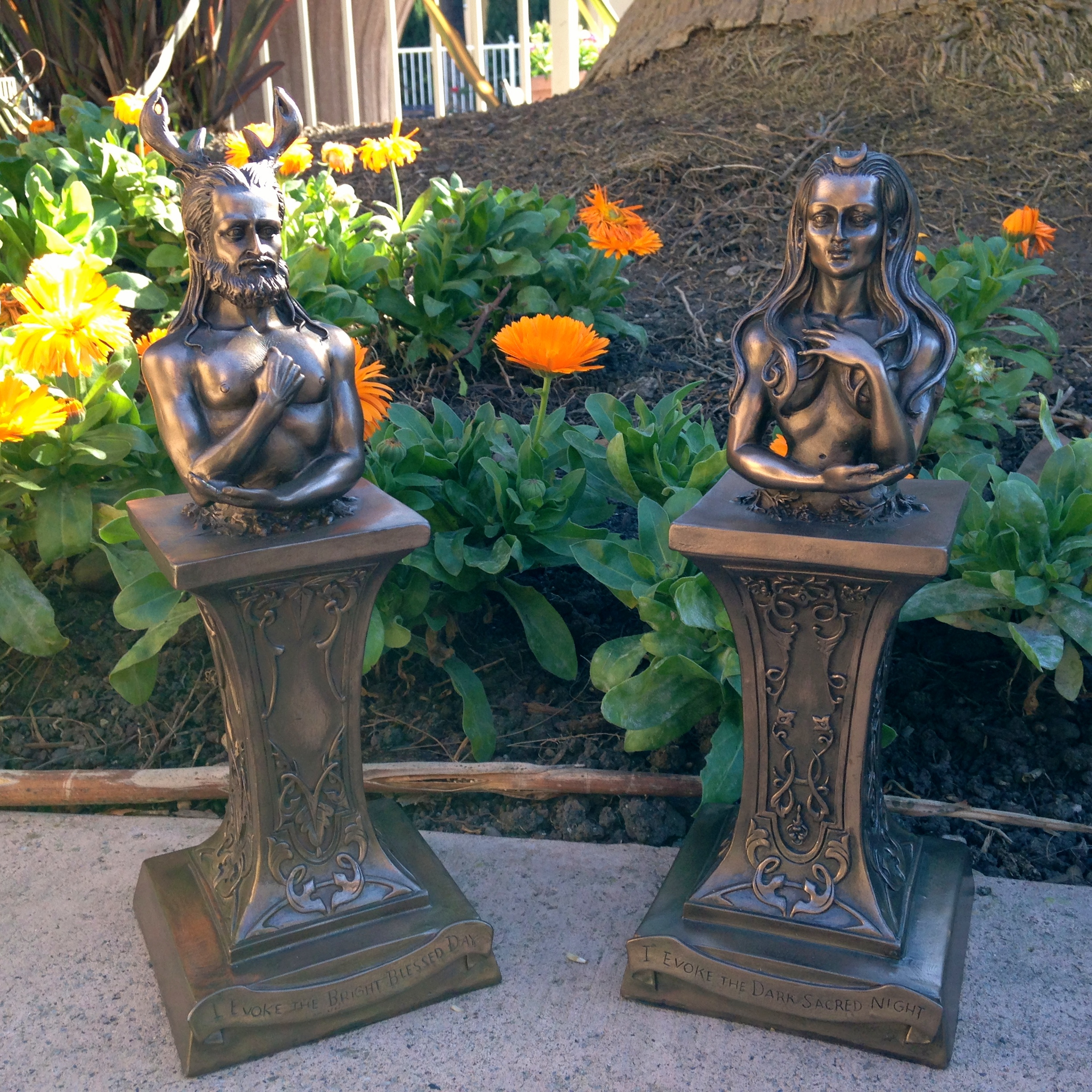
Điêu khắc vị thần có sừng

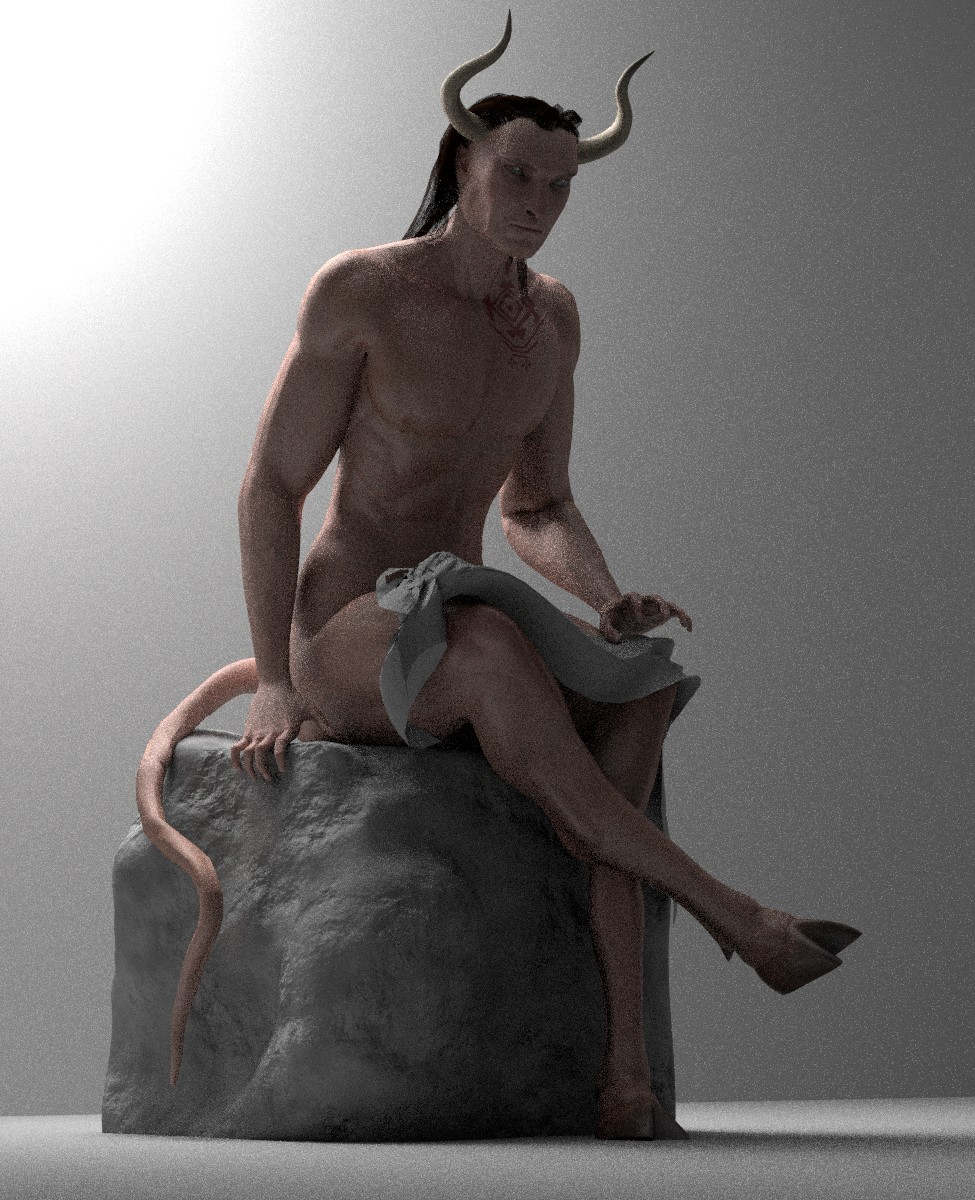
Một vị thần có sừng

Vị thần có sừng (Horned deity) là các vị thần gồm cả các vị thiện thần và ác thần (hung thần, ác quỷ, quỷ dữ, yêu quái) xuất hiện dưới bộ dạng có chiếc sừng trên đầu. Các vị thần có sừng này thường có một cặp sừng đối xứng hai bên, trong khi một số vị có thể có một sừng (độc giác) hoặc ba sừng (tam giác) hoặc nhiều sừng (thường là quái vật, quái thú, quái nhân). Các vị thần được miêu tả có sừng hoặc gạc được ghi nhận trong nhiều tôn giáo trên khắp thế giới, trong đó có Wicca. Trong các tôn giáo tôn thờ các vị thần động vật (tín ngưỡng thờ động vật) thì có những vị thần bò đực có sừng, thần dê và cừu có thể được tôn thờ như các vị thần hoặc là nguồn cảm hứng cho sự xuất hiện của một vị thần. Nếu là thần ác thì giống như hung thần, quỷ dữ và thường có ký hiệu sừng quỷ.
Nhiều tôn giáo ngoại giáo bao gồm các vị thần có sừng trong các đền thờ, chẳng hạn như thần Pan trong thần thoại Hy Lạp, thần Faun trong thần thoại La Mã và Ikenga ở Odinala. Một số tôn giáo tân ngoại giáo đã xây dựng những vị thần này là Thần có sừng, đại diện cho phần nam giới trong hệ thống thần học song thần của họ. Trong các tôn giáo Áp-ra-ham, các vị thần có sừng gắn liền với quỷ học. Những con quỷ Cơ đốc giáo được mô tả là có sừng trong Sách Khải Huyền, và những con quỷ khác như Satan, Baphomet và Beelzebub thường được miêu tả có cặp sừng. Thần có sừng là một trong hai vị thần chính được tìm thấy trong tôn giáo Wicca và một số hình thức Tân ngoại giáo có liên quan. Bản thân thuật ngữ Thần có sừng có trước Wicca, và là một thuật ngữ dung hợp đầu thế kỷ 20 để chỉ một vị thần nhân hình có sừng hoặc có gạc một phần dựa trên các vị thần có sừng trong lịch sử. Theo niềm tin phổ biến của Wicca, vị thần có sừng gắn liền với thiên nhiên, vùng hoang dã, tình dục, săn bắn và vòng đời.
Các vị thần có sừng thường được ghi nhận trong thần thoại Ai Cập gồm: Hathor, Isis, Mnevis, Khnum, Heryshaf, Kherty, Andjety, Horem Akhet, Banebdjedet cho đến những vị thần thoại ở châu Á như Thần Nông. Nhiều mô tả hiện đại về ác quỷ cho thấy nó có sừng và móng guốc của một con dê (ví dụ như Krampus, hung thần, Shaitan, quỷ dữ, Thần Moloch, Ngưu Ma Vương, Papa Legba). Ác quỷ thường được mô tả phổ biến với sừng trên đầu, chân đầy lông và móng guốc của một con dê. Trong thần thoại Hy Lạp, Pan là vị thần hoang dã của những người chăn cừu và đàn gia súc. Pan thường được thể hiện dưới hình dạng một thần rừng với hai chân sau, móng guốc và sừng. Để thuyết phục mọi người từ bỏ thuyết đa thần để ủng hộ tôn giáo mới, các nhà văn Cơ Đốc giáo thời kỳ đầu đã coi Pan là một con quỷ. Một số nhà sử học cho rằng mối liên hệ lâu đời giữa dê với thế giới ma quỷ giải thích cho những mô tả hiện đại về ma quỷ với sừng và móng guốc của dê, đại loại như con quỷ Azazel có thể được liên tưởng đến hình ảnh nghi lễ vật tế thần trong truyền thuyết Do Thái, việc miêu tả ác quỷ có sừng và móng guốc bắt nguồn từ văn học Do Thái thời kỳ đầu.
Satyr hay còn biết với tên gọi là người dê, được miêu tả có mái tóc xoăn, râu dài, cầm sáo, sang đến thời La Mã, Satyr dần thay đổi ngoại hình từ tai nhọn, đuôi ngựa sang có sừng và mang hình dáng nửa người nửa dê. Khi người dê xuất hiện trong phim ảnh là Mr. Tumnus trong The Chronicles of Narnia. Trong tiểu thuyết của mình nữ tác giả Lewis đã miêu tả Tumnus là một người bạn thân của Lucy. Tumnus có làn da hơi đỏ, tóc xoăn, mắt nâu, có sừng trên trán, móng guốc và chân dê. Còn có Grover là người bạn đồng hành, người hộ mệnh của Percy Jackson. Điều đặc biệt khi Grover là một Satyr người da màu. Philoctetes hay còn được biết đến với cái tên thân mật hơn là Phil. Phil làm người thầy của Hercules phiên bản hoạt hình xuất hiện năm 1997. Hình ảnh của Phil chủ yếu được khắc họa dựa theo thần Pan chỉ có điều khác biệt là ông ta lùn hơn và bị hói. Phil là người có trái tim nhân hậu nhưng dễ bực tức và thiếu kiềm chế, đặc biệt ông rất ghét những kẻ vô lễ và thiếu tôn kính. 